# Ночной дозор (фильм, 2007)
«Ночной дозор» («Тайны „Ночного дозора“»; англ. Nightwatching) — кинодрама Питера Гринуэя, посвящённая истории создания картины Рембрандта «Ночной дозор». Имеет своего рода продолжение — документальный фильм «Рембрандт. Я обвиняю!» (2008).

## Сюжет
По настоянию беременной жены Саскии молодой и успешный художник Рембрандт ван Рейн принимает предложение написать масштабный групповой портрет роты городского ополчения, командирами которой являются богатые амстердамские бюргеры капитан Франс Баннинг Кок и лейтенант Виллем ван Рёйтенбюрх. Во время работы над полотном он постепенно проникает в скрытые от глаз социальные механизмы и обнаруживает, что смерть Пирса Хасселбурга, предыдущего капитана роты, была спланированным убийством. Рембрандт самонадеянно зашифровывает в полотне намёки на преступление. Разъярённые бюргеры принимают решение отомстить художнику: запятнать его репутацию, разорить и лишить зрения.

## В ролях
| Актёр                      | Роль                              |
| -------------------------- | --------------------------------- |
| Мартин Фримен              | Рембрандт ван Рейн                |
| Ева Бертистл               | Саския ван Эйленбург              |
| Джоди Мэй                  | Гертье Диркс (англ. Geertje Dircx |
| Эмили Холмс / Emily Holmes | Хендрикье Стоффелс                |
| Тоби Джонс                 | Герард Доу                        |
| Джонатан Холмс             | Фердинанд Бол                     |

## Съёмочная группа
- Автор сценария и режиссёр: Питер Гринуэй
- Оператор: Рейнир ван Брюммелен
- Композиторы: Джованни Соллима и Влодек Павлик

## Награды
«Золотой телёнок» (Нидерландский кинофестиваль):
- лучший художник — Маартен Пирсма
- лучший сценарий — Питер Гринуэй

Венецианский кинофестиваль:
- Mimmo Rotella Foundation Award — Питер Гринуэй
- Open Prize — Питер Гринуэй

## Место в творчестве режиссёра
В своей работе профессиональный художник Питер Гринуэй исследует взаимоотношения творца и творения, художника и социума. Идея обнаружить и восстановить сценарий преступления, зашифрованного в живописи или фотографии, не нова: например, на ней построены фильмы «Фотоувеличение» (1966) и «Гипотеза похищенной картины» (1979).
В данной картине Гринуэй затрагивает темы, как и знакомые по предыдущим работам — картина как инструмент обвинения («Контракт рисовальщика» (1982)), театральность общества («Дитя Макона» (1993)), так и новые: педофилия (детский приют Ромбаута Кемпа), политические убийства.